# 雪の女王 (2012年の映画)
『雪の女王』2012年公開のCGアニメーション。
監督はヴラド・バルベ、マキシム・スベシニコフ。

## 概要
『雪の女王』（ゆきのじょおう、丁: Sneedronningen）は、デンマークの代表的な童話作家・詩人であるハンス・クリスチャン・アンデルセンの童話を元に作成されたロシアの派生作品。アンデルセン原作の童話をアニメ化した映画。